# Callomecyna superba
Callomecyna superba là một loài bọ cánh cứng trong họ Cerambycidae.